# Julius Hart
Julius Hart (Münster, 9 aprile 1859 – Berlino, 7 luglio 1930) è stato uno scrittore tedesco.
Nel 1889 fondò insieme al fratello Heinrich e ad altri la Freie Bühne e pubblicò nel 1879 i Deutsche Montsblätter.
Insieme al già citato fratello combatté il neoclassicismo in Germania e vi introdusse il naturalismo. Fondatore nel 1900 dell'associazione Die neue Gemeinschaft, pubblicò varie opere, tra cui Der Sumpf (1886), Media in vita (1897) e Triumph des Lebens (1898).